# Bundalong
Bundalong is een plaats in de Australische deelstaat Victoria en telt 258 inwoners (2001).